# Кочимі
Кочимі́ — індіанський народ, що мешкав до 19 століття в центральній частині півострова Каліфорнія від Ель-Росаріо на півночі до Сан-Хав'єра на півдні. Кочиімі зустрілися з іспанськими колоністами в 17 столітті, після цього їх неодноразово відвідували різні іспанські мандрівники, колоністи і місіонери, проте вже наприкінці 19 століття, в основному через епідемії інфекційних хвороб, занесених європейцями, народ зник.
Кочимі розмовляли кількома діалектами, що відносяться до мовної сім'ї юма-кочимі, поширеній на півострові Каліфорнія, на півдні штату Каліфорнія та на заході Аризони. Традиційно кочимі включають до складу юманських мов, проте з 2006 року було встановлено низьку спорідненість між мовами кочимі і юма, через що було введено групу юма-кочимі.
Відомості про звичаї і вірування кочимі збереглися в коротких записах мандрівників. Найінформативнішими є записи єзуїтськіх місіонерів, особливо Мігеля Венегаса і Мігеля дель Барко.
Кочимі були мисливцями і збирачами, не знайомими із землеробством і металургією. З керамікою північні кочимі познайомилися, мабуть, незадовго до контакту з європейцями. Їх матеріальна культура була в цілому примітивною, проте вона добре підходила до посушливого середовища і напівкочового способу життя. Народ кочимі дробився на автономні місцеві общини, між якими постійно спалахували війни.
Мандрівники відзначали такі незвичайні для європейців особливості побуту кочимі:
- Плід пітайя був важливим джерелом харчування, не зважаючи на стислість сезону, коли його можна було зібрати. Незабаром після збору врожаю кочимі відсівали неперетравлене насіння пітайї з своїх висушених екскрементів, потім смажили їх і вживали в їжу повторно[12].
- Ще одним незвичайним місцевим продуктом була «марома». Шматок цінного м'яса обв'язували мотузкою, проковтували, потім витягували за цю мотузку, передавали наступній людині в колі, знову проковтували і т. д., поки м'ясо не перетравлювалося остаточно[12].
- На релігійних церемоніях використовували «таблас» (від ісп. tablas) — дерев'яні таблички з розписними прикрасами або просвердленими отворами. Кілька таких табличок було виявлено в ході археологічних розкопок[13][14][15].
- Шамани носили на церемоніях особливі головні убори, виконані з людського волосся[16].